# Хипокамп
 Тази статия е за митичното същество.  За анатомичната област вижте Хипокамп (анатомия).  
Хипокамп (от гръцки: ιππόκαμπος – воден кон) е термин, с който се означава фантастично животно. Среща се в митовете на някои народи от Средиземноморието, Червено море и Индийския океан – гърци, финикийци, етруски и др. В различните митологии има различия във формата, но има и общи белези. Главата, понякога и гърдите, са конски, а тялото е змийско или рибешко с рибя опашка. Често има и предни крайници, които може да бъдат конски, но може да завършват и с ципести плавници. Кожата му е покрита с люспи.

## Гръцка митология
Старогръцките митове представят хипокампите като животни, яздени от морски божества, например нереидите. В античното изкуство е много популярна сцената „Нереида яздеща хипокамп“, в която нереидите носят на героя Ахил изкованите за него доспехи от бог Хефест.
Честата поява на изображения на „Нереида и Хипокамп“ в погребален контекст (не само в тракийска, но и в гръцка полисна среда) указва тяхната мистериална функция. Хипокамп в Тракия вероятно играе ролята на Посейдон Хипиос в Елевсина – най-старото божество-прародител в това известно, основано от тракиеца Евмолп, светилище.

## Тракийска митология
Иван Маразов интерпретира изображението на една от апликациите от Летнишкото съкровище като „Нереида и хипокамп“, заради което предполага, че такъв мит е съществувал и у траките.